# Coll de Perelló
El Coll de Perelló és una collada situada a 1.063,3 m alt entre els termes comunal dels Banys d'Arles i Palaldà, a l'antic terme de Montalbà dels Banys (Vallespir, Catalunya del Nord) i municipal de Maçanet de Cabrenys (Alt Empordà).
És a l'extrem sud-oest del terme, prop del límit amb Arles, també. És al sud-est de la Collada Verda i a llevant del Puig del Torn.
En aquest coll hi ha la fita transfronterera número 553, una creu gravada i pintada en una roca vertical situada a 30 metres a l'est del punt més baix del coll.